# Guaraniticus
Genre
Synonymes
- Guaranilia Mello-Leitão, 1937

Guaraniticus est un genre d'opilions laniatores de la famille des Gonyleptidae.

## Distribution
Les espèces de ce genre sont endémiques du Brésil. Elles se rencontrent dans les États du Paraná, de Santa Catarina, de São Paulo et du Minas Gerais.

## Liste des espèces
Selon World Catalogue of Opiliones (02/09/2021) :
- Guaraniticus flavimaculatus Soares & Soares, 1947
- Guaraniticus lesserti Mello-Leitão, 1933
- Guaraniticus nigrosulcatus (Mello-Leitão, 1937)
- Guaraniticus olivaceus (Roewer, 1913)
- Guaraniticus tetracalcar Soares & Soares, 1945

## Publication originale
- Mello-Leitão, 1933 : « Novos Gonyléptidae do Brasil Meridional. » Archivos da Escola de Agricutura e Medicina Veterinária, vol. 10, p. 133–151.